# Nika (Bezirk)
Nika (paschtunisch نيکه ولسوالۍ, persisch ولسوالی نیکه) ist ein Bezirk im Norden der afghanischen Provinz Paktika.

## Geographie
Hauptort des Bezirks  ist Nika. Weitere Ortschaften im Bezirk sind Oshakay, Mangal, Alaqadari Naka, Bazak, Torikhe und Marzek. Westlich liegt der Bezirk Sar Hawza, südlich Urgun und östlich Ziruk. Im Norden grenzt Nika an den Bezirk Zumat der Provinz Paktia. Die Fläche beträgt 129,2 Quadratkilometer.

## Einwohner
Die Einwohnerzahl beträgt 17.640 (Stand: 2022). Laut dem Afghanistan Statistic Yearbook 2010–2011 lebten im Bezirk 12.000 Einwohner, 6.300 Männer und 5.800 Frauen.

## Geschichte
Die Region ist Schauplatz des Krieges zwischen der afghanischen Regierung und aufständischen Taliban.
Am 18. September 2014 führte die Afghanische Nationalarmee (ANA), aus der Luft unterstützt von den internationalen Verbündeten, in Nika eine Nachtoperation durch. Laut dem Afghanistan Analysts Network wurden dabei fünf Zivilisten getötet und zwei verletzt.
Anfang Juni 2015 wurde bei einem Luftschlag der NATO in Nika ein Munitionslager der Taliban zerstört.
Das Erdbeben an der afghanisch-pakistanischen Grenze 2022 traf auch Nika.